# Bidzina Kvernadze
Bidzina Kvernadze (em georgiano: ბიძინა კვერნაძე; Sighnaghi, 29 de julho de 1928 – Tiblíssi, 8 de julho de 2010) foi um compositor georgiano de música clássica. Atuou de forma significativa no desenvolvimento da música de concerto e da música para teatro e cinema na Geórgia durante o período soviético e pós-soviético.

## Biografia
Após concluir os estudos escolares, Bidzina Kvernadze ingressou no Conservatório Estatal de Tiblíssi, onde estudou composição sob orientação de Andria Balanchivadze, formando-se em 1953. A partir de 1963, passou a lecionar na mesma instituição, sendo nomeado professor em 1988.
Foi autor de diversas obras sinfônicas, óperas e balés, que se tornaram parte integrante do repertório da cultura musical georgiana.
Kvernadze também compôs trilhas sonoras para mais de 30 filmes, incluindo a série televisiva Data Tutaschchia, baseada no romance homônimo de Chabua Amirejibi, em parceria com Jansug Kakhidze. Entre suas composições para o teatro, destacam-se as trilhas para as peças Tschintschraka, Kwarkware, Ich sehe die Sonne e Sonho de uma noite de verão.
Em reconhecimento à sua contribuição artística, recebeu diversas distinções, incluindo o Prêmio Zakaria Paliachvili (1981) e o Prêmio Estatal Shota Rustaveli (1985). Em 1988, foi agraciado com a Ordem de Honra da Geórgia e, em 1996, tornou-se cidadão honorário de Tiblíssi.

## Filmografia
- 1959 – Ganacheni
- 1960 – Levana (curta-metragem)
- 1961 – Udiplomo sasidzo

Bidzina Kvernadze em 1970.

- 1961 – Mgeris Borjomis nadzvi (curta-metragem para TV)
- 1961 – Chiakokona (com Lily Gegelia)
- 1966 – Shekhvedra mtashi
- 1967 – Qalaqi adre igvidzebs
- 1975 – Chiriki da Chikotela
- 1977 – Sikvaruli, khandzari da pompiero
- 1977 – A Árvore dos Desejos (The Wishing Tree)
- 1977 – Data Tutashkhia (série de TV)
- 1979 – Salamuras tavgadasavlebi (curta-metragem)
- 1981 – Me davbrundebi
- 1983 – Tsigni pitsisa (telefilme)
- 1983 – Andredzi (curta-metragem)
- 1985 – Christmas Tree of Neilon
- 1985 – Ert patara qalaqshi
- 1990 – White Banners
- 1990 – Omi kvelastvis omia
- 1991 – Premiera (telefilme)
- 1995 – Tsarsulis achrdilebi
- 1996 – Qva (curta-metragem)
- 2001 – Antimoz iverieli

## Obras selecionadas

### Orquestrais
- To the Dawn (poema sinfônico), 1953
- Concerto No. 1, piano, orquestra, 1955
- Concerto, violino, orquestra, 1956
- A Fancy Dance, 1959
- Symphony No. 1, 1961
- Seraphita, 1964 (seção de Choreographic Stories; pode ser executada separadamente como obra de concerto)
- Concerto No. 2, piano, orquestra, 1966
- Expectation, orquestra de cordas, 1968
- Ceremonial Overture, 1977
- Symphonic Overture, 1984
- Symphony No. 2, orquestra de cordas, 1986

### Corais
- Immortality (cantata, textos de L. Chubabria e Petre Gruzinsky), narrador, coro misto, orquestra, 1971
- Cantata about Georgia (texto de Petre Gruzinsky), barítono, coro misto, orquestra, 1971
- My Entreaty (poema vocal-sinfônico, texto de Nikoloz Baratashvili), coro misto, orquestra, 1974, revisado em 1977

### Vocais
- Antigas inscrições georgianas, 1978 – texto de Giorgi Leonidze
- Poema vocal-sinfônico, 1979 – textos de Eter Tataraidze e poemas populares
- Reza, criança (tríptico), 2001–2002 – texto de Iakob Gogebashvili

### Cênicas
- Histórias coreográficas (balé em 2 atos), 1964 – com cenário de Lado Gudiashvili
- Esposas e maridos (opereta em 2 atos), 1970
- Berikaoba (balé em 1 ato), 1973
- E foi no oitavo ano (ópera em 2 atos), 1982 – libreto de Robert Sturua
- Mais felizes que nós (ópera em 2 atos), 1987 – baseada em Ilia Chavchavadze